# Hugo Miehe
Hugo Robert Heinrich August Miehe (* 12. August 1875 in Braunschweig; † 9. März 1932 in Berlin) war ein deutscher Botaniker und Hochschullehrer. 
Sein botanisches Autorenkürzel (er beschrieb Algen und Pilze) lautet „Miehe“.

## Leben
Nach dem Schulbesuch studierte Hugo Miehe Botanik von 1894 bis 1899 an den Universitäten Göttingen, München und Bonn. Er war ein Schüler von Eduard Strasburger (1844–1912) und Wilhelm Pfeffer (1845–1920). An letztgenannter Universität promovierte er zum Dr. phil. Das Thema seiner Dissertation lautete: Histologische und experimentelle Untersuchungen über die Anlage der Spaltöffnungen einiger Monokotylen. 1902 habilitierte er sich an der Universität Leipzig. Das Thema seiner Habilitationsschrift lautete Über correlative Beeinflussung des Geotropismus einiger Gelenkpflanzen.
1903 qualifizierte sich Hugo Miehe als Dozent für Botanik an der Universität Leipzig. Von 1908 bis 1916 war Hugo Miehe außerordentlicher Professor an der Leipziger Universität. Zu dieser Zeit (1909/10) war er in Buitenzorg auf Java an der botanischen Forschung beteiligt und veröffentlichte daraufhin „Javanische Studien“. Von 1916 bis 1932 war er Professor für Botanik an der Landwirtschaftlichen Universität zu Berlin, wo er auch Direktor des Instituts für Botanik und Landwirtschaft war. 
Überregional bekannt wurde er durch das nach ihm benannte Miehes Taschenbuch der Botanik. 
Hugo Miehe war verheiratet mit Else geborene Kaudela. 1924 wurde er in das Jagdcorps Masovia zu Berlin aufgenommen.

## Veröffentlichungen (Auswahl)
- Die Bakterien und ihre Bedeutung im praktischen Leben, Leipzig, 1907.
- Die Erscheinungen des Lebens. Grundprobleme der modernen Biologie, 1907.
- Die Selbsterhitzung des Heus. Eine biologische Studie, Jena, 1907.
- Javanische Studien, Leipzig, 1911.
- Zellenlehre und Anatomie der Pflanzen, Leipzig, 1911.
- Weitere Untersuchungen über die Bakteriensymbiose bei Ardisia crispa. In: Jahrbuch für wissenschaftliche Botanik, 58 (1917), S. 29ff.
- Taschenbuch der Botanik, zwei Bände, Leipzig, 1919–1920
- Das Archiplasma, Betrachtungen über die Organisation des Pflanzenkörpers, 1926.